# Seeland (förvaltningsdistrikt)
Seeland är ett förvaltningsdistrikt (Verwaltungskreis) tillhörande förvaltningsregionen Seeland i kantonen Bern i Schweiz.
Distriktet skapades den 1 januari 2010 av de före detta amtbezirken Erlach och Aarberg och delvis Nidau och Büren.

## Kommuner
Distriktet består av 42 kommuner:
| Vapen               | Namn                | Invånare 2023-12-31 | Yta i km² |
| ------------------- | ------------------- | ------------------- | --------- |
| Aarberg             | Aarberg             | 4 648               | 7,93      |
| Arch                | Arch                | 1 714               | 6,38      |
| Bargen              | Bargen (BE)         | 1 100               | 7,86      |
| Brüttelen           | Brüttelen           | 609                 | 6,61      |
| Büetigen            | Büetigen            | 933                 | 3,61      |
| Bühl                | Bühl                | 489                 | 2,97      |
| Büren an der Aare   | Büren an der Aare   | 3 758               | 12,60     |
| Diessbach bei Büren | Diessbach bei Büren | 1 046               | 6,33      |
| Dotzigen            | Dotzigen            | 1 573               | 4,23      |
| Epsach              | Epsach              | 337                 | 3,41      |
| Erlach              | Erlach              | 1 389               | 3,49      |
| Finsterhennen       | Finsterhennen       | 564                 | 3,57      |
| Gals                | Gals                | 838                 | 7,84      |
| Gampelen            | Gampelen            | 1 013               | 10,60     |
| Grossaffoltern      | Grossaffoltern      | 3 077               | 15,08     |
| Hagneck             | Hagneck             | 426                 | 1,84      |
| Hermrigen           | Hermrigen           | 318                 | 3,42      |
| Ins                 | Ins                 | 3 723               | 23,87     |
| Jens                | Jens                | 664                 | 4,58      |
| Kallnach            | Kallnach            | 2 239               | 17,98     |
| Kappelen            | Kappelen            | 1 404               | 10,97     |
| Leuzigen            | Leuzigen            | 1 353               | 10,28     |
| Lüscherz            | Lüscherz            | 572                 | 5,42      |
| Lyss                | Lyss                | 16 406              | 14,83     |
| Meienried           | Meienried           | 57                  | 0,65      |
| Merzligen           | Merzligen           | 402                 | 2,30      |
| Müntschemier        | Müntschemier        | 1 624               | 4,87      |
| Oberwil bei Büren   | Oberwil bei Büren   | 912                 | 6,74      |
| Radelfingen         | Radelfingen         | 1 282               | 14,71     |
| Rapperswil          | Rapperswil (BE)     | 2 712               | 22,58     |
| Rüti bei Büren      | Rüti bei Büren      | 879                 | 6,50      |
| Schüpfen            | Schüpfen            | 3 766               | 19,84     |
| Seedorf             | Seedorf (BE)        | 3 183               | 20,87     |
| Siselen             | Siselen             | 626                 | 5,51      |
| Studen              | Studen (BE)         | 3 510               | 2,73      |
| Treiten             | Treiten             | 429                 | 4,74      |
| Tschugg             | Tschugg             | 492                 | 3,29      |
| Täuffelen           | Täuffelen           | 3 059               | 4,37      |
| Vinelz              | Vinelz              | 907                 | 4,56      |
| Walperswil          | Walperswil          | 1 039               | 6,96      |
| Wengi               | Wengi               | 640                 | 7,08      |
| Worben              | Worben              | 2 532               | 2,76      |